# 留垒河
留垒河原名牛尾河，河北邯郸市及邢台市境内一条自然河流，因其上端支流众多，形似牛尾而得名。上端起自永年区广府城西的宋庄村北，下经鸡泽、平乡、南和等县，到任县环水村入北澧河。1967年，牛尾河进行全线治理后形成人工排涝河道，属子牙河系，因其下游流经邢台任县的留垒村，故名留垒河。
留垒河全长65公里，其中邯郸境内长33.8公里。流域地势平缓，土质多为黏土、壤土。留垒河系人工开挖，河身平直。永年洼借马庄泄洪闸以上至夏堡店有5条排水渠汇入，主河道长8.4公里，底宽12米、深4.8米，纵坡1/3800，设计流量125立方米/秒。以下河道渐宽，至鸡泽境内马坊营北出境。河槽平均口宽50米，深5到6米，河底纵坡1/4700，堤距130米，设计标准5年一遇，设计流量158立方米/秒，10年一遇校核流量365立方米/秒。
1967年，留垒河开挖疏浚工程施工，因正值“文化大革命”期间，有12处工程不能按设计标准完成，一定程度影响滩地行洪。